# Sofija Naletilić Penavuša
Sofija Naletilić Penavuša née à Mokro en Bosnie-Herzégovine, le 6 janvier 1913, morte à Široki Brijeg, le 22 juin 1994 est une sculptrice autodidacte croate et bosniaque.

## Biographie
Sofija Naletilić est connue sous le nom de grand-mère Penavuša, surnom dérivé de son nom de naissance Penavić.
Au cours de sa petite enfance, notamment pendant la Première Guerre mondiale, l'Herzégovine connaît une grande sécheresse et une grande famine. En 1917, 17 000 enfants d'Herzégovine sont transférés vers la Slavonie afin de les sauver de la famine. Elle ne va pas à l'école, mais elle est alphabétisée à l'âge de dix ans.
Elle se marie à Oklaje, près de Široki Brijeg. En 1942, elle est veuve. Elle élève seule ses enfants et petits-enfants, qui ont toujours été un soutien important dans sa vie.
En 1977, son fils Vitomir décède subitement. La même année, à l'âge de 64 ans, elle commence à sculpter après avoir aidé son petit-fils à réaliser une sculpture d'oiseau pour l'école. Son œuvre est constituée de statues d'animaux, des personnages historiques comme le roi Tomislav, Ban Jelačić, bibliques, héroïques comme la statue de Janko Sibinjanin.
Elle utilise un marteau hérité de son grand-père et une scie ordinaire. À la fin des années 1980, pour des pièces plus grandes, elle se sert d'une tronçonneuse. Elle prélève elle-même le bois dans la forêt. Une fois sculptées, elle peint ses pièces de bois à la détrempe et les vernit.
Elle est découverte par le critique d'art et écrivain Dubravko Horvatić (en). Elle expose indépendamment pour la première fois en 1982, à Zagreb, dans la galerie privée Schira. Elle a alors soixante-neuf ans.
Elle participe à de nombreuses expositions personnelles et collectives. Entre autres, ses œuvres ont été exposées à Đurđevac, Vinkovci, Opuzen, Dubrovnik, Varaždin, Hlebina, Velika Gorica, Zagreb, Ljubuško, Sarajevo, Bratislava et Bergen.
En raison de la guerre, elle quitte en 1992 pour la première sa maison. Elle se réfugie sur l'île de Čiovo, près de Trogir.
Elle meurt le 22 juin 1994 à Široki Brijeg, deux mois avant la reconnaissance internationale à la triennale mondiale d'art naïf Insta 94 à Bratislava.
Une grande partie de son œuvre sculpturale est aujourd'hui conservée par sa famille, et de nombreuses œuvres se trouvent dans plusieurs musées et galeries (Galerie Franjevac à Široki Brijeg, Musée croate d'art naïf, Galerie moderne, Galerie Klovićevi Dvori à Zagreb et Petar Galerie Smajić à Ernestinovo).  
Pour le centenaire de sa naissance, une rétrospective présente ses réalisations à Široki Brijeg, en 2023.  

## Expositions
- Galerie Schira, Zagreb, 1982.
- Galerie Stari Grad, Đurđevac, 1982.
- Salle d'exposition du théâtre, Vinkovci, 1983.
- Salon d'art, Opuzen, 1984.
- Galerie Forum, Zagreb, 1985.
- Galerie CDA, Sarajevo, 1986.
- Galerie Dubrava, Dubrovnik, 1987.
- Galerie de la banque Varaždin, Varaždin, 1988.
- Galerie, Hlebine, 1989.
- Galerie Mirko Virius, Zagreb, 1989.
- Triennale mondiale d'art naïf Insta 94,  Galerie nationale slovaque, Bratislava, 1994.

- Centre multimédia des femmes NONA, Zagreb, 1995.
- Sofija Naletilić Penavuša, Insta 97, Slovenská narodná galeriá, Bratislava, 1997.
- Galerie TMT, Ljubuški, 2001.
- EXPOSITION ET MONOGRAPHIE DE SOFIA NALETILIĆ-PENAVUŠA, Musée croate d'art naïf, Zagreb, 2005
- Sofija Naletilić Penavuša, Franjevački muzej i galerija Široki, BRIJEG, 2023